# Coelotrophus
Coelotrophus is een geslacht van eenoogkreeftjes uit de familie van de Antheacheridae. De wetenschappelijke naam van het geslacht is voor het eerst geldig gepubliceerd in 1981 door Ho, Katsumi & Honma.

## Soorten
- Coelotrophus nudus Ho, Katsumi & Honma, 1981